# Большой крысиный кенгуру
Большой крысиный кенгуру, или рыжая кенгуровая крыса, или Рыжий короткомордый кенгуру (Rufous Bettong - досл. Рыжий короткомордый кенгуру) (Aepyprymnus rufescens) — это небольшое животное из семейства крысиных кенгуру.

## Ареал, охранный статус и внешний вид
Обитает в Австралии. Встречается в прибрежных районах от Ньюкасла в Новом Южном Уэльсе до Куктауна в Квинсленде. Раньше также встречался в пойме реки Муррей в штатах Виктория и Новый Южный Уэльс. В настоящее время не считается находящимся в опасности видом, но классифицируется как вид, вызывающий наименьшие опасения. При этом является очень редким животным. Будучи величиной примерно со взрослого кролика, в остальном он подобен кенгуру.
Большой крысиный кенгуру — единственный вид своего рода. При этом он — самый крупный из числа крысиных кенгуру. Окраска обычно серая, с красновато-коричневым оттенком. Отсюда и rufescens в научном названии вида, буквально означающее «красноватый крестец».

## Образ жизни, питание и размножение
Одно время считалось, что большой крысиный кенгуру — одиночное ночное животное, но последние исследования показали, что эти зверьки могут собираться в стада-гаремы, где самки сменяют друг друга, а самец один. Питается это животное в основном дикими корнеплодами и грибами, но также ест листья, траву и другую растительную пищу.
Размножается в течение всего года, по мере достижения самками половой зрелости. Возраст наступления половой зрелости: для самок — 11 месяцев, для самцов — 12—13. Половозрелая самка готова к зачатию каждые 3 недели. Беременность длится меньше месяца, около 22—24 дней. Новорождённый детёныш не недоразвит, как у других сумчатых. Однако свои первые 16 недель он будет жить в материнской сумке. Покинув сумку, детёныш ещё около 7 недель держится около матери, пока не научится заботиться о себе сам.